# 10711 Pskov
10711 Pskov è un asteroide della fascia principale. Scoperto nel 1982, presenta un'orbita caratterizzata da un semiasse maggiore pari a 2,7366346 UA e da un'eccentricità di 0,2244394, inclinata di 12,33651° rispetto all'eclittica.